# Xylergatoides asper
Xylergatoides asper är en skalbaggsart som först beskrevs av Bates 1864.  Xylergatoides asper ingår i släktet Xylergatoides och familjen långhorningar.
Artens utbredningsområde är Paraguay. Inga underarter finns listade i Catalogue of Life.